# سبخة ندرهامشا

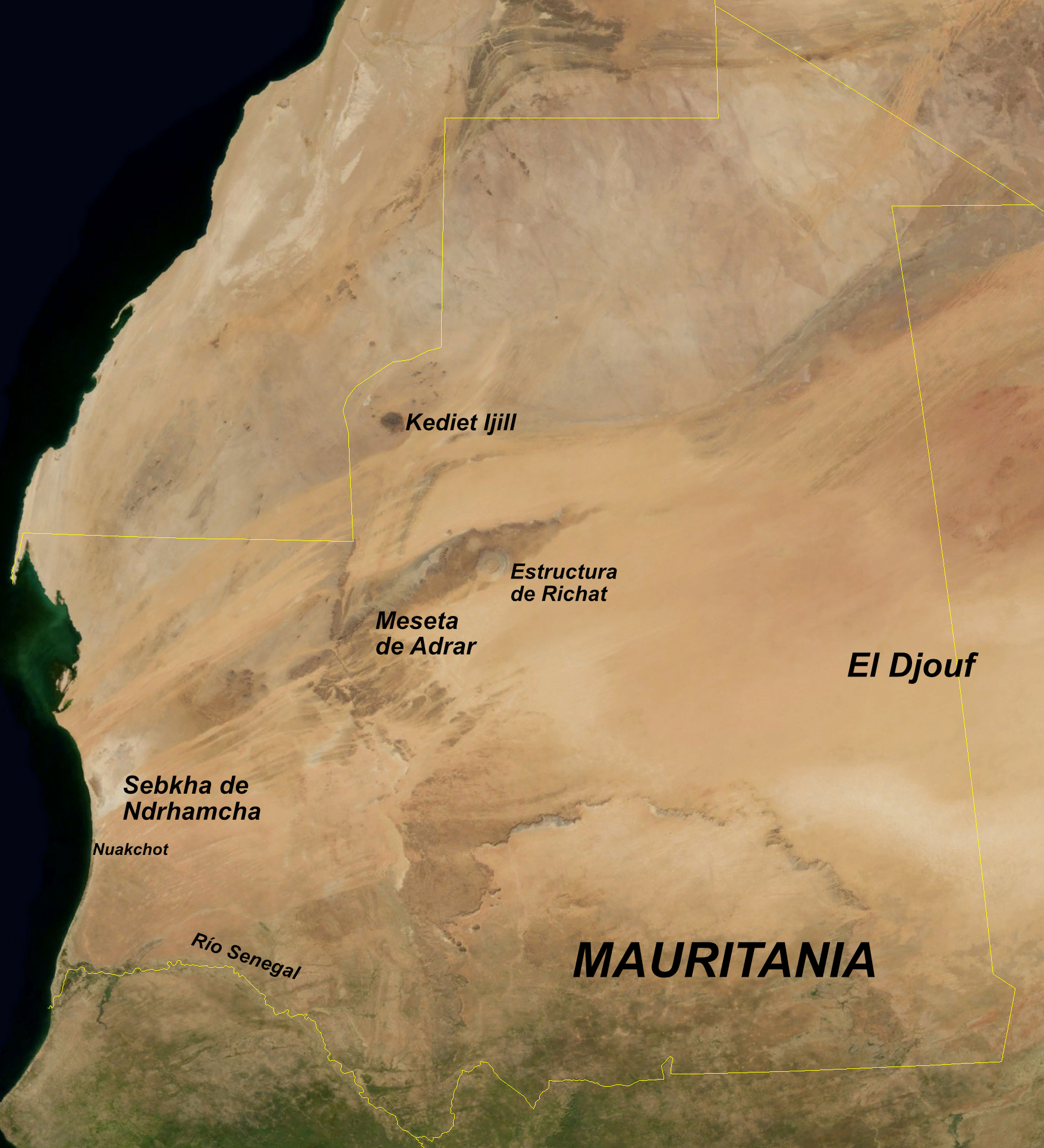

سبخة ندرهامشا عبارة عن بحيرة جافة كبيرة في موريتانيا يبلغ قطرها حوالي 40 كيلومترًا (25 ميلًا) وهي أدنى نقطة في موريتانيا. يحدها المحيط الأطلسي من الغرب ، وتقع الصحراء الكبرى إلى الشرق مباشرة.